# Dark wave
Dark wave (v angličtině dark = „temný, tmavý, zamračený“, wave = „vlna“) je historické označení pro hudební styly, které koncem 70. let 20. století vznikly v souvislosti se směrem new wave a hnutím post-punk a které vzhledem ke své zvukové přeměně byly vnímány jako temné, smutné, žalozpěvné nebo roztoužené.
Náleží sem mezi jinými rocková hudba ve stylu kapel jako Joy Division nebo The Cure, čistě elektronicky aranžované kompozice (např. časní Anne Clark nebo Psyche), stejně jako kompozice na základě akustické instrumentace s kytarou, flétnou, bubnem nebo houslemi (např. u Deine Lakaien, In the Nursery a Death in June).
V užším významu zahrnuje dark wave různé proudy cold wave, electro wave, ethereal, gothic rock, neofolk a neoklassik, stejně jako Neue Deutsche Todeskunst a částečné i Neue Deutsche Welle. Sporné je rozšíření na oblast postindustrial, protože zde vzájemně dochází ke stylovému prolínání a tím jsou žánrové hranice silně rozostřeny (např. u Attrition, Die Form, Kirlian Camera a Pink Industry).